# H con descendente
La h con descendente (Ⱨ ⱨ) es una letra del alfabeto latino, derivada de la h con la adición de un pequeño descendente . Se usó en uigur para representar [h] (como la h en inglés), mientras que una h normal se usaba para representar [x] (como la g en ‘gente’).
Esta letra estuvo en uso desde principios de la década de 1960, cuando se introdujo un alfabeto latino, el nuevo alfabeto uigur, para escribir uigur reemplazando el alfabeto árabe, hasta el período entre 1984-1986, cuando se eliminó el alfabeto latino y el sistema de escritura oficial se cambió de nuevo al alfabeto árabe. La letra árabe equivalente es ھ, mientras que el equivalente cirílico es shha (Һ һ).

La letra mayúscula es homoglífica de la letra cirílica En con descendente (Ң ң) utilizada en varios idiomas turcos, incluido el propio uigur en su propio alfabeto cirílico . Su forma minúscula es homoglífica con la shha con descendiente que se usa en los idiomas tati y juhuri .

## Códigos en computación
| carácter                        | Ⱨ           | Ⱨ           | ⱨ           | ⱨ           |
| Codificación                    | decimal     | hexadecimal | decimal     | hexadecimal |
| Unicode                         | 11367       | 1 U+2C67    | 11368       | 2U+2C68     |
| UTF-8                           | 226 177 167 | E2 B1 A7    | 226 177 168 | E2 B1 A8    |
| Referencia de carácter numérico | &#11367;    | &#x2C67;    | &#11368;    | &#x2C68;    |

1 Nombre Unicode: LETRA H MAYÚSCULA LATINA CON DESCENDENTE
2 Nombre Unicode: LETRA H MINÚSCULA LATINA CON DESCENDENTE
Ⱨ se agregó a Unicode en la versión 5.0 (2006).